# Azet
Azet je heterocyklická sloučenina skládající se z nenasyceného čtyřčlenného cyklu tvořeného třemi atomy uhlíku a jedním atomem dusíku.